# ITF Donezk
Das ITF Donezk (offiziell: Viccourt Cup) ist ein Tennisturnier des ITF Women’s Circuit, das in Donezk ausgetragen wird.

## Siegerliste

### Einzel
| Jahr                   | Siegerin            | Finalgegnerin      | Ergebnis         |
| ---------------------- | ------------------- | ------------------ | ---------------- |
| ↓ Kategorie: $10.000 ↓ |                     |                    |                  |
| 1994                   |                     |                    |                  |
| 1996                   | Tetjana Kowaltschuk | Tazzjana Putschak  | 7:5, 1:0 Aufgabe |
| ↓ Kategorie: $50.000 ↓ |                     |                    |                  |
| 2012                   | Wesna Dolonz        | Maria João Koehler | 6:2, 6:3         |
| ↓ Kategorie: $75.000 ↓ |                     |                    |                  |
| 2013                   | Elina Switolina     | Tímea Babos        | 3:6, 6:2, 7:69   |

### Doppel
| Jahr                   | Siegerinnen                          | Finalgegnerinnen                            | Ergebnis |
| ---------------------- | ------------------------------------ | ------------------------------------------- | -------- |
| ↓ Kategorie: $10.000 ↓ |                                      |                                             |          |
| 1994                   |                                      |                                             |          |
| 1996                   | Maria Marfina Natalija Njemtschynowa | Angelina Zdorovitskaia Hanna Saporoschanowa | 6:4, 6:2 |
| ↓ Kategorie: $50.000 ↓ |                                      |                                             |          |
| 2012                   | Ljudmyla Kitschenok Nadiya Kichenok  | Walentina Iwachnenko Kateryna Koslowa       | 6:2, 7:5 |
| ↓ Kategorie: $75.000 ↓ |                                      |                                             |          |
| 2013                   | Julija Bejhelsymer Renata Voráčová   | Wesna Dolonz Alexandra Panowa               | 6:1, 6:4 |

## Quelle
- ITF Homepage